# سيلاب (سلماس)
سيلاب هي قرية في مقاطعة سلماس، إيران. عدد سكان هذه القرية هو 3,652 في سنة 2006.